# Kim Jeong-hui
Kim Jeong-hui (김정희, 金正喜, 1786-1856), plus connu sous ses noms de plume Chusa (秋史) ou Wandang (阮堂),  est un calligraphe et un homme politique  coréen de la dynastie de Joseon.

## Biographie
Kim Jeong-hui fait partie d'une famille proche du pouvoir royal. Son père est un haut fonctionnaire. Selon une légende, sa mère l'aurait porté pendant vingt-et-un mois. Dès l'enfance il montre de grandes dispositions pour la calligraphie.
Originaire de Yesan, élève de Park Je-ga, un des maitres à penser de l'école silhak, il est favorable à l'acceptation des cultures étrangères. Il se rend en Chine en 1809 avec son père et rencontre des érudits chinois en épigraphie tels que Weng Fanggang (en) et Ruan Yuan. Il devient un spécialiste des épigraphes et garde des liens épistolaires avec les érudits chinois. 
Après avoir passé un examen à l'âge de trente-quatre ans, Kim devient lui-même un haut fonctionnaire et sa carrière progresse. En juillet 1840, il prépare un deuxième voyage à Pékin lorsqu'il se trouve impliqué dans une lutte de pouvoir entre deux familles royales. Il est alors exilé sur l'île de Jeju pour une période de neuf ans. 
S'il souffre de solitude, habitant une petite maison dont il ne peut pas s'éloigner, c'est pendant cette période qu'il se consacre le plus à son art et qu'il donne naissance à un nouveau style d'écriture, le chusache. 

## Œuvre artistique
Chusa est l'un calligraphes coréens les plus célèbres. Alors que cet art tendait à devenir rigide et formaliste, Kim Jeong-hui l'a renouvelé en introduisant le style chusa ou chusache, nommé d'après son nom de plume. Il s'est appuyé sur une connaissance approfondie des caractères et des styles calligraphiques anciens, acquise notamment par sa connaissance de l'épigraphie,.

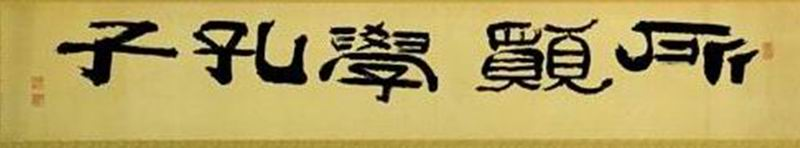
Sowonhak gongja, calligraphie réalisée par Chusa.

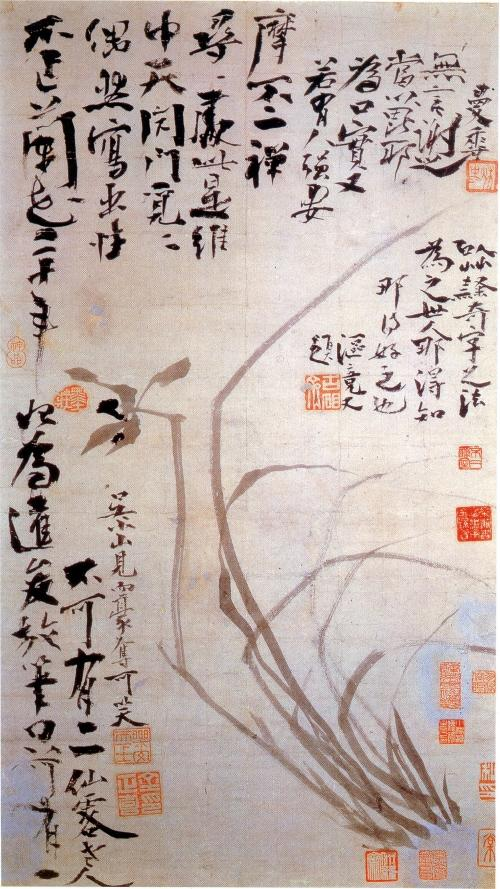
Orchidées. Lumières à Seonran.

Chusa s'est également tourné vers la peinture. Il est célèbre pour ses peintures d'orchidées, tracées de manière presque irréelle. 
Son tableau le plus célèbre est toutefois Paysage d'hiver (Sehando), qui constitue la quintessence du tableau de lettré : quelques pins et cyprès, tracés avec une grande économie de moyens, symbolisent la permanence et la constance dans le temps d'incertitude et de souffrance que connaissait alors Kim, exilé sur l'île de Jeju. L'inscription calligraphique, unie au tableau dans le style des lettrés, est tracée dans le style excentrique qui le caractérise. Ce tableau est classé trésor national no 180.

Paysage en hiver